# Альди, Пьетро
Пьетро Альди (итал. Pietro Aldi; 12 июля 1852, Манчано — 18 мая 1888, Манчано) — итальянский художник 2-й половины XIX века.

## Жизнь и творчество
Родился в семье Олинто Альди и Тересы Леони. С 11 лет посещает католический семинар в Монтефьясконе, готовящий священников. В 1864 году поступает в Академию изящных искусств в Сиене (Accademia delle Belle Arti di Siena), где он с 1870 года - ученик Луиджи Муссини. В 1874 году молодой художник за одно из своих полотен получает учебную стипендию, позволившую ему  жить и учиться в Риме и в Венеции. В Риме в 1878 году Пьетро Альди принесла известность его картина «Буозо да Дуэра» (Buoso da Duara), выставленная на Пьяцца дель Пополо (Народной площади). В 1883 году большим успехом пользовалась у критики и посетителей его выставленное на экспозиции в Капитолийском музее полотно «Последние дни сиенской свободы» (Le ultime ore della libertà senese, ныне в музейном комплексе Санта-Мария делла скала, в Сиене). Следующей большой работой П.Альди были написанные им три фрески в Палаццо Публико в Сиене в 1887 году. Для Всемирной выставки в Париже в 1889 году художник подготовил картину «Нерон взирает на горящий Рим» (Nerone contempla l’incendio di Roma), однако живописец скончался до её открытия от воспаления лёгких в мае 1888 года. 

## Дополнения
- Das Centro di Documentazione per le Arti Visive Архивная копия от 4 ноября 2019 на Wayback Machine в Grosseto о Пьетро Альди

## Галерея
- Встреча короля Виктора Эммануила II и Джузеппе Гарибальди в Теано (1886)
- Художник и его модель (1879)
- Изображение святого Бернардино в левом нижнем углу иконостаса (1872)
- Король Виктор Эммануил II и кардинал Россоре в 1869 году (1887)